# Comarca Metropolitana de Jaén
La Comarca Metropolitana de Jaén és una de les 10 comarques que integren la província de Jaén, Andalusia. La seva capital, com a centre administratiu, comercial i de serveis, és Jaén, capital de la província. Si bé és cert que, municipis com Martos, Mancha Real o Mengíbar, han experimentat en els últims anys un fort desenvolupament econòmic. Té una població de 220.448 habitants (segons les dades de l'INE per a 2006), una superfície de 1.755,56 km², i una densitat de població de 125,57 hab/km².

## Geografia
La comarca està situada en l'oest de la província i limita a l'oest amb la província de Còrdova, al sud amb la Sierra Sur, a l'est amb les comarques de Sierra Mágina i La Loma i al nord amb les comarques de La Campiña i Serra Morena.

### Municipis
La comarca estava composta tradicionalment per sis municipis: Fuerte del Rey, La Guardia de Jaén, Jaén, Mancha Real, Torredelcampo i Villatorres, però des del 2003 està formada pels municipis:
| - Fuensanta de Martos - Fuerte del Rey - Higuera de Calatrava - Jaén - Jamilena - La Guardia de Jaén - Los Villares - Mancha Real |  | - Martos - Mengíbar - Porcuna - Santiago de Calatrava - Torredelcampo - Torredonjimeno - Villardompardo - Villatorres |